# Chalchin-Gol
Chalchin-Gol (mongoliska: Халх гол; Khalkh gol, "Khalkhfloden"), samt Ha-la-ha Ho (kinesiska: 哈拉哈河; Hā lā hā hé, "Halahafloden"), är ett vattendrag i östra Mongoliet och nordöstra Kinas autonoma region Inre Mongoliet, 900 km norr om Kinas huvudstad Peking. Floden är känd från Slaget om Chalchin-Gol 1939 som utkämpades mellan Sovjetunionen och Japanska imperiet kring den mongoliska delen av floden.